# Serhij But
Serhij Iwanowytsch But (ukrainisch Сергій Іванович Бут, wiss. Transliteration Serhij Ivanovyč But; * 20. November 1969 in Mykolajiw) ist ein ehemaliger ukrainischer Freestyle-Skier. Er war auf die Disziplin Aerials (Springen) spezialisiert.

## Werdegang
But startete im Januar 1990 in Mont Gabriel erstmals im Freestyle-Skiing-Weltcup, wobei er den 19. Platz errang. In der Saison 1991/92 belegte er in Oberjoch mit dem sechsten Platz seine erste Top-Zehn-Platzierung im Weltcup und nahm an den Olympischen Winterspielen 1992 in Albertville am Demonstrationswettbewerb in der Disziplin Aerials teil, wobei er Zehnter wurde. In den folgenden Jahren sprang er bei den Weltmeisterschaften 1993 in Altenmarkt-Zauchensee auf den 23. Platz, bei den Olympischen Winterspielen 1994 in Lillehammer auf den 16. Rang und bei den Weltmeisterschaften 1995 in La Clusaz auf den 20. Platz. Zudem erreichte er in der Saison 1993/94 in Altenmarkt-Zauchensee mit dem vierten Platz sein bestes Resultat und zum Saisonende mit dem 24. Platz im Aerials-Weltcup sein bestes Gesamtergebnis. In der Saison 1996/97 wiederholte er in Piancavallo diesen vierten Platz und sprang bei den Weltmeisterschaften 1997 im Iizuna Kōgen Sukī-jō auf den 12. Platz. Letztmals international startete er bei den Olympischen Winterspielen 1998 in Nagano, wobei er den 24. Platz errang.

## Erfolge

### Olympische Spiele
- 1992 Albertville: 10. Platz Aerials (Demonstrationswettbewerb)
- 1994 Lillehammer: 16. Platz Aerials
- 1998 Nagano: 24. Platz Aerials

### Weltmeisterschaften
- 1993 Altenmarkt: 23. Platz Aerials
- 1995 La Clusaz: 20. Platz Aerials
- 1997 Iizuna Kōgen: 12. Platz Aerials

### Weltcupwertungen
But nahm an 27 Weltcups teil und erreichte sieben Top-Zehn-Platzierungen.
| Saison  | Gesamt | Gesamt | Aerials | Aerials |
| Saison  | Platz  | Punkte | Platz   | Punkte  |
| ------- | ------ | ------ | ------- | ------- |
| 1989/90 | 5      | 77.    | 28      | 28.     |
| 1990/91 | 1      | 123.   | 9       | 49.     |
| 1991/92 | 4      | 82.    | 35      | 29.     |
| 1992/93 | 5      | 112.   | 28      | 45.     |
| 1993/94 | 28     | 63.    | 220     | 24.     |
| 1994/95 | 30     | 66.    | 244     | 25.     |
| 1995/96 | 4      | 121.   | 32      | 45.     |
| 1996/97 | 21     | 79.    | 168     | 28.     |
| 1997/98 | 7      | 99.    | 40      | 40.     |